# Класс (помещение)
Класс — помещение для учебных занятий в школе.
Класс — обычно большая, специально оборудованная комната. Большую часть класса занимают места для слушателей, ориентированные в одну сторону, обычно до 40 посадочных мест. Как правило, имеется доска для записей либо экран для видеоинформации. Имеется возможность вывешивания плакатов. В классе устроено многоламповое освещение, и, как правило, большое количество высоких и широких окон. Школы состоят из многих устроенных в них классов.
Класс, оснащённый для профильных занятий по какому-либо предмету, часто называется кабинетом (кабинет химии, кабинет физики и пр.). В таком классе, помимо мебели, имеются измерительные приборы, реактивы, инструменты для проведения соответствующих уроков.